# 5 O'Clock Shadows
5 O'Clock Shadows è un album a nome The Pete Jolly Trio, pubblicato dall'etichetta discografica MGM Records nell'agosto del 1963 .

## Tracce

### LP
Lato A
1. Say Si Si (In Spain They Say Si Si) – 3:24 (testo: Francia Luban; Al Stillman (adattamento testo in inglese) – musica: Ernesto Lecuona)
2. Down Home Under Blues – 2:25 (musica: Pete Jolly)
3. Cabin in the Sky – 4:45 (testo: John Latouche – musica: Vernon Duke)
4. Easy Living – 2:24 (testo: Leo Robin – musica: Ralph Rainger)
5. Ill Wind (You're Blowin' Me No Good) – 1:45 (testo: Ted Koehler – musica: Harold Arlen)
6. Swinging Door – 4:52 (musica: Gerry Mulligan, Zoot Sims)

Lato B
1. I Don't Wanna Be Kissed (By Anyone But You) – 2:52 (musica: Harold Spina, Jack Elliott)
2. Variations – 3:06 (musica: George Wallington)
3. Dear Old Stockholm – 3:39 (musica: Tradizionale; arrangiamento Pete Jolly)
4. As Long As There's Music – 2:45 (testo: Sammy Cahn – musica: Jule Styne)
5. One for Carl – 3:56 (musica: Ralph Peña)
6. Deep Night – 3:51 (testo: Rudy Vallée – musica: Charles E. Henderson)

## Formazione
The Pete Jolly Trio
- Pete Jolly – pianoforte
- Ralph Peña – contrabbasso
- Nick Martinis – batteria

Note aggiuntive
- Jesse Kaye – produttore
- Val Valentin – ingegnere delle registrazioni
- Carl Fischer – foto copertina album originale
- Gene Lees – note retrocopertina album originale[4]